# U-23 (Kriegsmarine)
U-23 je bila nemška vojaška podmornica Kriegsmarine, ki je bila dejavna med drugo svetovno vojno.

## Tehnični podatki
| Kategorije                                    | Podatki         |
| --------------------------------------------- | --------------- |
| Teža (t): na površju pod površjem polna Teža  | 279 328 414     |
| Dolžina (m) - tlačni trup (m)                 | 42,70 - 28,20   |
| Širina (m) - tlačni trup (m)                  | 4.08 - 4,00     |
| Izpodriv (m)                                  | 3,90 m          |
| Višina (m)                                    | 8,60            |
| Moč (hp): na površju pod podvršjem            | 700 360         |
| Hitrost (vozlov): na površju pod podvršjem    | 13,0 7,0        |
| Doseg (milja/vozel): na površju pod podvršjem | 3100/8 43/4     |
| Torpeda/Torpedne cevi                         | 5/3 (na premcu) |
| Mine                                          | 12 TMA          |
| Posadka                                       | 22-24           |
| Maksimalni potop (m)                          | 150             |